# Yaequartus iriokeleus
Yaequartus iriokeleus är en tvåvingeart som beskrevs av Sasa och Suzuki 2000. Yaequartus iriokeleus ingår i släktet Yaequartus och familjen fjädermyggor. Inga underarter finns listade i Catalogue of Life.